# Зерце
Зерце — річка   у Рокитнівській селищній громаді Сарненського району Рівненської області, ліва притока Буніва (басейн Дніпра).

## Опис
Довжина річки приблизно 8  км. Висота витоку над рівнем моря — 190 м, висота гирла — 181 м, падіння річки — 9 м, похил річки — 1,13 м/км.

## Розташування
Бере початок в урочищі Добрий Острів на північно-східній стороні від села Нетреби. Тече на північний захід і на південній стороні від села Дерті впадає у річку Бунів, ліву притоку Льва.
Річку перетинає автомобільна дорога М07.